# كلينت مكاي
كلينت مكاي (22 فبراير 1983 بملبورن في أستراليا - ) (بالإنجليزية: Clint McKay)‏ هو لاعب كريكت أسترالي. شارك مع منتخب أستراليا الوطني للكريكت. أما مع فريق رياضي، فقد لعب مع فريق فكتوريا للكريكت ومومباي إنديانز وصن رايزرز حيدر آباد ونادي مقاطعة يوركشاير للكريكت ‏ ونادي مقاطعة ليسترشاير للكريكت ‏ وميلبورن ستارز ‏ وSydney Thunder ‏.

## وصلات خارجية
- كلينت مكاي على موقع إي آس بي آن كريك إنفو (الإنجليزية)